# روجرینیو
روجرینیو (به پرتغالی: Rogério Miranda Silva) هافبک اهل برزیل است که در شهر Paragominas-PA و در تاریخ ۲۴ دسامبر ۱۹۸۴ به دنیا آمده‌است.
روجرینیو در تیم‌های فوتبال مطرحی همچون فیگویرنزه و فورتالزا سابقهٔ حضور دارد.